# Анарауд ап Родри
Ана́рауд ап Ро́дри (валл. Anarawd ap Rhodri; умер в 916) — правитель валлийского королевства Гвинед. В «Анналах Камбрии» его называют «королём бриттов».

## Биография
Отец Анарауда, Родри Великий, правил большей частью Уэльса, но после его смерти в 878 году владения Родри поделили его сыновья, и трон Гвинеда достался Анарауду. Вместе со своими братьями Каделлом и Мервином Анарауд сражался против других валлийских правителей. В 881 году эрл Мерсии Этельред вторгся в Гвинед, но Анарауд победил его в битве у устья Конуи. В анналах это событие отмечено как «месть Господа за Родри», так как тот был убит в сражении с англосаксами.
Позже Анарауд вступил в союз со скандинавским правителей Йорка, желая обезопасить себя от нападений с стороны Мерсии. Когда обнаружилась непрочность этого союза, Анарауд отправился ко двору правителя Уэссекса Альфреда Великого и признал его верховенство в обмен на безопасность Гвинеда. Это был первый известный случай того, как правитель Гвинеда признал сюзеренитет английского короля, и именно на основе этого факта позднейшие английские правители требовали того же от валлийских королей.
В 894 году Анарауд успешно отразил нападение скандинавов на северный Уэльс, а в следующем году вторгся в Кередигион и Истрад-Тиви на юго-западе страны, причем сообщается, что в его войске были и английские отряды. В 902 году он успешно сражался с викингами из Дублина, напавшими на Англси под началом некоего Ингимунда. Анарауд скончался в 916 году. Ему наследовал его сын Идвал Лысый.
Согласно Гвентианской Хронике, в 890 году, мужчины Стратклайда, которые не объединились с саксами, были обязаны покинуть свою страну и отправиться в Гвинед. Анарауд поселил их в необитаемых частях своей страны, которые он освободил от саксов, а именно в Мэйлоре, долине Клуида, Ривониоге и Тегеингле. Валлийцы побеждали саксов (битва при кимриде) и в конце концов Гвинед получил независимость от них.
Анарауд считается основателем династии Аберфрау, названной по столице гвинедских правителей, расположенной на Англси. Представители этого дома правили Гвинедом до самого завоевания Уэльса Эдуардом I в конце XIII века.